# Herbert Rehbein (Reiter)
Herbert Rehbein (* 3. November 1946 in Ziegenhain; † 1. Juli 1997 in Grönwohld) war ein deutscher Dressurreiter und Reitlehrer.

## Leben
Herbert Rehbein wurde in eine Familie geboren, die keinerlei Bezug zur Reiterei hatte. Nach seiner Schulzeit zog er mit 15 Jahren nach Flensburg, um dort bei Karl Diehl an der Flensburger Reit- und Fahrschule eine Bereiterlehre zu machen. Mit Abschluss seiner Lehre wechselte er in Walter Günthers Stall Greif nach Hamburg, wo Karin Schlüter mit ihren Pferden stand und wurde dort für die nächsten zwölf Jahre ihr persönlicher Ausbilder. Hier lernte er auch seine spätere Frau Karin Rediske kennen. Im Oktober 1971 heirateten die beiden. Als 1974 der Stall Greif aufgelöst wurde, nahm Herbert Rehbein das Angebot von Otto Schulte-Frohlinde an, auf seinen Hof in Grönwohld zu kommen und etablierte den Gröhnwohldhof in den folgenden Jahren als eines der bedeutendsten europäischen Dressurzentren.
Anfang Juli 1997 starb er an Lungenkrebs.

## Erfolge
Herbert Rehbein gewann mehrfach das Deutsche Championat der Berufsreiter und das Deutsche Dressurderby, seine wichtigsten Erfolge aber sind diejenigen seiner zahlreichen Reitschüler. So wurde er 1991 vom Internationalen Dressur Trainer Klub zum Trainer des Jahres gewählt und 1994 von der FN mit dem Titel Reitmeister ausgezeichnet.

## Auszeichnungen
- Medaille des Hamburger Senats für sportliche Verdienste
- Ehrennadel in Gold des Reit- und Fahrverein Hamburg
- Goldene Plakette für besondere Verdienste der Schwedischen Reiterlichen Vereinigung